# Severo Antonio Correa Valencia
Severo Antonio Correo Valencia (Quibdo, Chocó, 23 de octubre de 1952) es un periodista y político colombiano. Correa vivió su juventud en el departamento de Boyacá y desempeñó luego una larga carrera política en Bogotá. Correa fue elegido para ocupar un puesto en el Concejo de Bogotá ocho períodos consecutivos; estuvo en el cargo por primera vez en 1990. Actualmente es concejal de Bogotá para el periodo 2012-2015 por el Partido de la U, luego de abandonar el Partido Conservador en el 2009. Severo Correa fue señalado por haberse involucrado en el Carrusel de la Contratación de Bogotá. Su hijos Carlos Arturo Correa Mojica es actualmente Representante a la Cámara por el Partido de la U y Ricardo Andrés Correa Mojica es actualmente Concejal de Bogotá.

## Estudios
Severo Correa es periodista con estudios de Alta Gerencia Internacional en la Universidad Sergio Arboleda.

## Carrera política
Previamente a su primera elección al Concejo de Bogotá en 1990, Correa se desempeñó como Asesor de la Cámara de Representantes y fue secretario general de la Asamblea del Departamento de Boyacá. Posteriormente, asumió cargos como secretario de la Comisión de Obras Públicas del Concejo de Bogotá y secretario encargado de la Comisión del Plan del mismo organismo.
Una vez en el Concejo en 1990, Correa fue Presidente de la Junta Directiva de la Empresa de Teléfonos de Bogotá. Asimismo, asumió como Vicepresidente de la Comisión de Obras Públicas del Concejo. En el período 1998-2000, Correa llegó a los máximos escalones de la corporación; fue elegido vicepresidente y luego presidente del Concejo de Bogotá.

## Papel en el Carrusel de Contratación de Bogotá
Severo Correa fue señalado por involucrarse en el Carrusel de la Contratación de Bogotá, y fue citado por la Fiscalía en 2013 para responder cargos sobre el manejo de las nóminas y la contratación de hospitales públicos. Severo Correa fue acusado de manejos irregulares en los hospitales San Pablo, de Bosa; Salamanca, del hospital Santa Clara, y Durán, del hospital Rafael Uribe.
En noviembre de 2013, Severo Correa recibió acusaciones en nuevas declaraciones de Héctor Zambrano, anteriormente secretario de Salud y condenado en marzo de 2013 por tráfico de influencias en el nombramiento del gerente del hospital Pablo VI de Bosa. Esto corresponde a otras denuncias de tráfico de influencias y nombramiento de funcionarios por "cuota política" y no por idoneidad en los cargos, en el hospital Pablo VI y la Secretaría de Salud de Bogotá, entre otros
Severo Correa estuvo también implicado como miembro de la Unidad Administrativa Especial de Mantenimiento de Malla Vial, en beneficios a los contratistas Julio Gómez (contratista capturado y quien aceptó cargos ante la fiscalía en 2013) y Manuel Sánchez Castro (quien en noviembre de 2013 negoció con la Fiscalía convertirse en testigo "estrella" del proceso).
En octubre de 2013, Correa fue acusado por un contratista de solicitar apoyo político a cambio de ayudas en obtención de contratos, caso que fue cerrado por la Fiscalía el mismo año. Sin embargo, la Fiscalía anunció en julio de 2014 que revisaría nuevamente el caso, expresando su sorpresa de que la denuncia contra Correa puesta por el contratista el 23 de octubre de 2013 fuera cerrada por la fiscal que conoció el caso solo quince días más tarde, sin hacer ninguna averiguación.

## Desempeño de la gestión 2012-2015
Correa ha tenido un pobre desempeño en el Concejo en este periodo, de acuerdo con el reporte 2014-I semestre de Concejo Cómo Vamos. Correa obtuvo la peor calificación entre los 45 cabildantes del periodo 2012-2015, con un puntaje de 24,3 sobre 100, con 0 puntos en control político individual, y 0 puntos en participación.
En el nuevo reporte 2015-I de Concejo Cómo Vamos, Correa obtuvo un puntaje aún más bajo, con 19,6 puntos, ubicándose por su pobre desempeño en el puesto 43 entre los 44 concejales de Bogotá.